# 마리아 투치

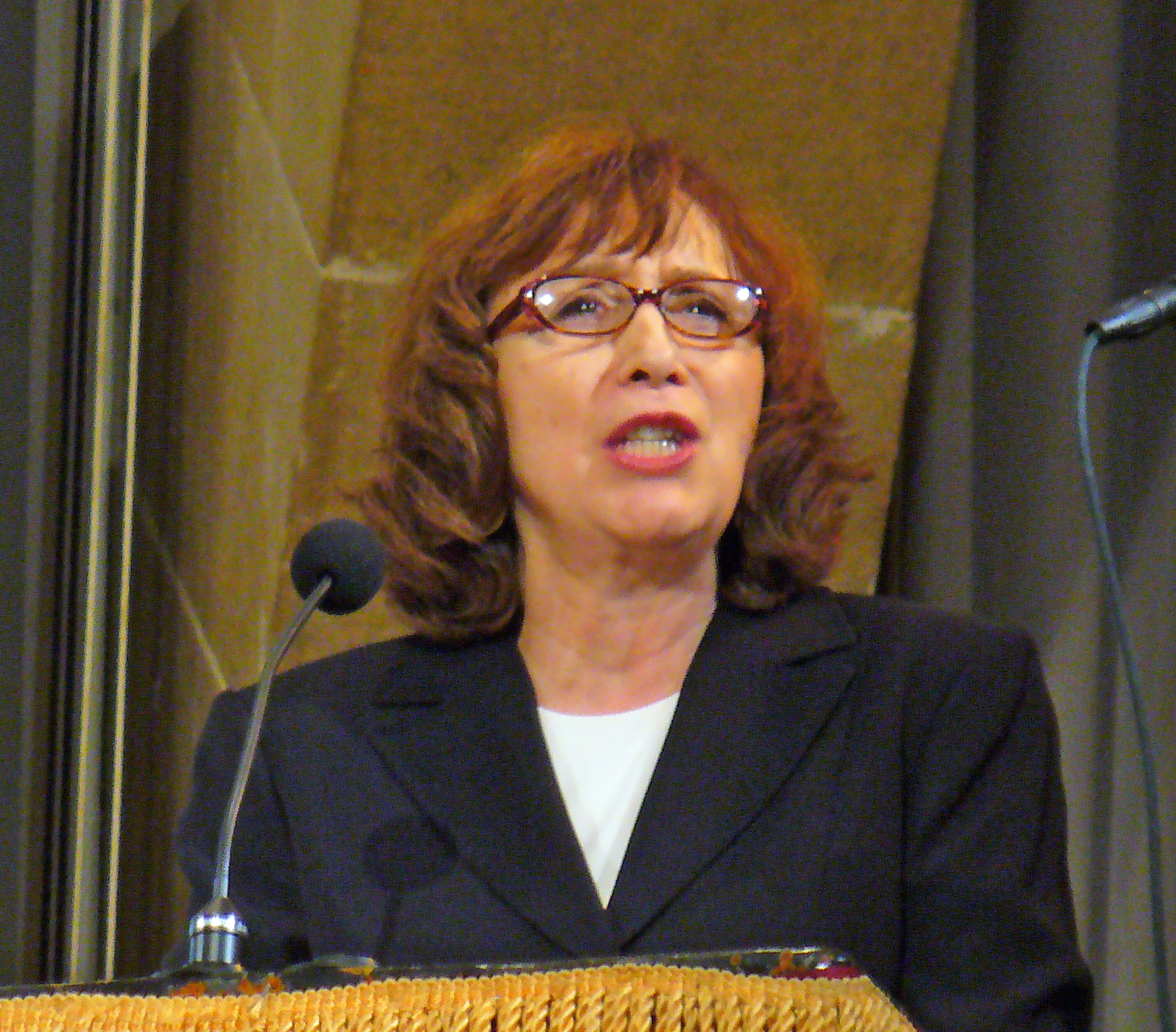

마리아 투치(Maria Tucci, 1941년 6월 19일 ~ )는 이탈리아의 배우이다.
피렌체에서 태어났다.

## 출연 작품

### 영화
- 다니엘 (1983, Daniel)
- 사랑의 탈출 (1986, Touch and Go)
- Sweet Nothing (1995)
- 투 다이 포 (1995) - 안젤라 마레토 역

### 텔레비전
- 로앤오더: 범죄 전담반 (1993-2003)
- 이야기 도시 (1998)
- 로앤오더: 성범죄 전담반 (1999)
- 서드 워치 (2003)
- 그리고 파티는 끝났다 (2015)